# Nikola Divnić
Nikola Divnić (Šibenik, 9. lipnja 1715. – Šibenik, 13. lipnja 1783.), šibenski biskup
Školovao se u Šibeniku i Padovi gdje je postigao naslov magistra teologije i doktorat iz svjetovnog i crkvenog prava. Bio je šibenski kanonik i vikar šibenskih biskupa Calebotte i Bonačića. Odbio je biskupsku čast u Kotoru, ali je 1766. godine prihvatio biskupsku stolicu u rodnom Šibeniku.
| Prethodnik: | Šibenska biskupija | Nasljednik:   |
| Ivan Petani | Šibenska biskupija | Lelij Cippico |